# Fontana del Bacchino
La Fontana del Bacchino (« Fontaine du petit Bacchus ») se trouve dans le Jardin de Boboli, au nord-ouest du Palais Pitti de Florence sur une paroi du Corridor de Vasari qui débouche près du jardin de la place Pitti.

## Présentation
Appelée aussi  fontanella del Nano Morgante (« fontaine du nain Morgante »), elle est en fait la statue du nain, nommé ironiquement Morgante, le favori de Cosme Ier.
Il s'agit d'une statue en marbre blanc de 116 cm de haut, qui date de 1560. C'est l'œuvre la plus connue de Valerio Cigoli. Bacchus est représenté chevauchant une tortue qui crache de l'eau dans la vasque qu'ils surplombent.
Son style, dit  « grotesque » est typique des jardins maniéristes des Cinquecento et Seicento (XVIe et XVIIe siècles italiens).
La statue exposée est une copie.

## Sources
- (it) Cet article est partiellement ou en totalité issu de l’article de Wikipédia en italien intitulé « Fontana del Bacchino (Boboli) » (voir la liste des auteurs).